# 3Xtrim 450UL
 3Xtrim 450UL — лёгкий одномоторный двухместный многоцелевой самолёт. Производится в Польше.

## Описание
Имеет систему аварийного спасения, трёхколёсное фиксированное шасси, гидравлический тормоз. Объём стандартного топливного бака позволяет без посадки преодолевать расстояние в 1000 км. Самолёт оборудуется радиостанцией.
Фюзеляж самолёта сделан из композитного пластика, основанного на эпоксидных смолах, укреплённых стеклоуглеродистым волокном.
Двери открываются вверх.

## Лётно-технические характеристики

### Основные характеристики
- Длина: 6,87 м
- Высота: 2,40 м
- Размах крыла: 9,60 м
- Площадь крыла: 12,04 м2
- Перегрузка: +4,0; −2,0
- Вес: 295 кг
- Взлётный вес: 495 кг
- Бензобак: 70 л
- Двигатель: Rotax 912

### Производительность
- Максимальная скорость: 216 км/ч
- Максимальная крейсерская скорость: 190 км/ч
- Крейсерская скорость (75 %): 175 км/ч
- Минимальная скорость: 63 км/ч
- Дальность полёта: 750 км
- Скороподъёмность: 5,25 м/с
- Длина ВПП (h=15 м): 225 м